# امید ابراهیمی
امید ابراهیمی (زادهٔ ۲۴ شهریور ۱۳۶۶) بازیکن فوتبال اهل ایران است که در پست هافبک دفاعی برای الشمال در لیگ ستارگان قطر بازی می‌کند.

## عملکرد باشگاهی

### بانک ملی
امید ابراهیمی مدتی در باشگاه فوتبال بانک ملی نیز توپ می‌زد.

### شهرداری بندرعباس
او در سال ۱۳۸۸ به باشگاه فوتبال شهرداری بندرعباس پیوست. وی یک فصل در این باشگاه در لیگ دسته یک حضور داشت.

### سپاهان اصفهان
ابراهیمی در سال ۱۳۸۹ با عقد قراردادی ۳ ساله به باشگاه فوتبال سپاهان اصفهان پیوست و پس از پایان قراردادش، آن را تمدید کرد. وی در مجموع ۴ فصل در این باشگاه حضور داشت.

### استقلال تهران
او در سال ۱۳۹۳ با قراردادی ۱ ساله به باشگاه فوتبال استقلال پیوست و پس از پایان قراردادش، آن را تمدید کرد. ابراهیمی درنخستین فصل حضور خود در استقلال توانست به ستاره استقلال تبدیل شود و جای خالی جواد نکونام را پرکند. وی اولین گل خود برای استقلال را از روی ضربه ایستگاهی و با ضربه‌ای زیبا به تیم سایپا زد.
او در دوران حضور در استقلال تاثیرگذارترین فرد در خط میانی این تیم بود امید ابراهیمی در استقلال به‌خاطر جنگنده بودنش لقب «فرمانده» را گرفت. همچنین او سابقه گلزنی در شهرآورد تهران را دارد.
ابراهیمی در سال ۱۳۹۶ با شکستن رکورد مجتبی جباری به بهترین هافبک گلزن تاریخ تیم استقلال تبدیل شد.

### الاهلی قطر
او در سال ۱۳۹۷ و بعد از درخشیدن در بازی‌های جام جهانی با قراردادی ۲ ساله به باشگاه فوتبال الاهلی قطر پیوست.

### اوپن بلژیک
او در ۱۰ شهریور ۱۳۹۸ به صورت قرضی به باشگاه فوتبال اوپن در لیگ برتربلژیک پیوست و همبازی سعید عزت‌اللهی در این تیم شد.

### الوکره
او در سال ۲۰۲۱ به تیم الوکره در لیگ ستارگان قطر پیوست وی در بازی دوستانه ایران برابر تیم ملی فوتبال نیکاراگوئه دچار مصدومیت شد و جام جهانی را از دست داد.

### الشمال
او در سال ۲۰۲۳ به تیم الشمال در لیگ ستارگان قطر پیوستوی با گلزنی در هفته نهم ،در تیم منتخب هفته نهم قرار گرفت

## آمار باشگاهی

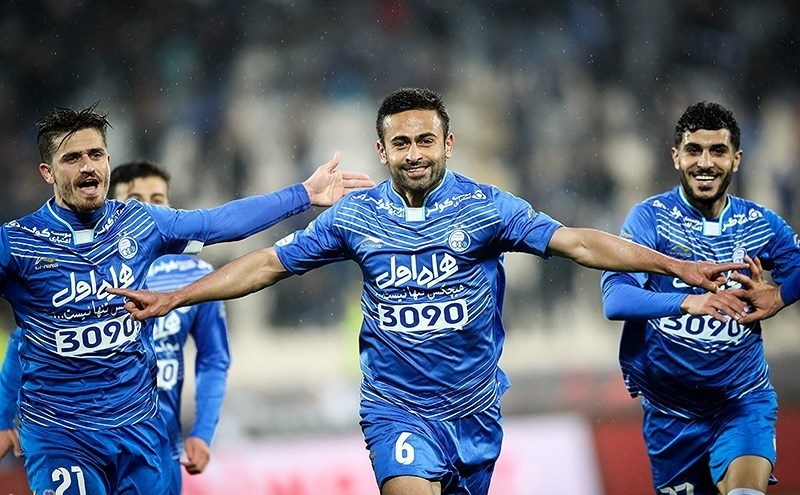
خوشحالی بعد از گل ابراهیمی پس از گلزنی به تیم پیکان

تا تاریخ ۲۹ فروردین ۱۴۰۴
| —                      | —                      | —                      | لیگ  | لیگ | جام      | جام      | قاره‌ای | قاره‌ای | مجموع  | مجموع  |
| فصل                    | باشگاه                 | لیگ                    | بازی | گل  | بازی     | گل       | بازی   | گل     | بازی   | گل     |
| —                      | —                      | —                      | لیگ  | لیگ | جام حذفی | جام حذفی | آسیا   | آسیا   | جمع کل | جمع کل |
| ---------------------- | ---------------------- | ---------------------- | ---- | --- | -------- | -------- | ------ | ------ | ------ | ------ |
| ۲۰۰۹–۲۰۱۰              | شهرداری بندرعباس       | آزادگان                | ۲۶   | ۷   | ۱        | ۱        | –      | –      | ۲۷     | ۷      |
| مجموع شهرداری بندرعباس | مجموع شهرداری بندرعباس | مجموع شهرداری بندرعباس | ۲۶   | ۶   | ۱        | ۱        | –      | –      | ۲۷     | ۷      |
| ۲۰۱۰–۲۰۱۱              | سپاهان                 | لیگ برتر               | ۲۶   | ۰   | ۴        | ۱        | ۹      | ۱      | ۳۹     | ۲      |
| ۲۰۱۱–۲۰۱۲              | سپاهان                 | لیگ برتر               | ۳۲   | ۶   | ۱        | ۱        | ۷      | ۰      | ۴۰     | ۷      |
| ۲۰۱۲–۲۰۱۳              | سپاهان                 | لیگ برتر               | ۳۲   | ۸   | ۴        | ۰        | ۸      | ۱      | ۴۴     | ۹      |
| ۲۰۱۳–۲۰۱۴              | سپاهان                 | لیگ برتر               | ۲۸   | ۴   | ۱        | ۰        | ۶      | ۰      | ۳۵     | ۴      |
| مجموع سپاهان           | مجموع سپاهان           | مجموع سپاهان           | ۱۱۸  | ۱۸  | ۱۰       | ۲        | ۳۰     | ۲      | ۱۵۸    | ۲۲     |
| ۲۰۱۴–۲۰۱۵              | استقلال                | لیگ برتر               | ۲۸   | ۹   | ۳        | ۰        | –      | –      | ۳۱     | ۹      |
| ۲۰۱۵–۲۰۱۶              | استقلال                | لیگ برتر               | ۲۸   | ۱۰  | ۴        | ۱        | –      | –      | ۳۲     | ۱۱     |
| ۲۰۱۶–۲۰۱۷              | استقلال                | لیگ برتر               | ۲۸   | ۷   | ۲        | ۰        | ۷      | ۱      | ۳۷     | ۸      |
| ۲۰۱۷–۲۰۱۸              | استقلال                | لیگ برتر               | ۲۴   | ۲   | ۴        | ۰        | ۶      | ۰      | ۳۴     | ۲      |
| مجموع استقلال          | مجموع استقلال          | مجموع استقلال          | ۱۰۸  | ۲۸  | ۱۳       | ۱        | ۱۳     | ۱      | ۱۳۴    | ۳۰     |
| ۲۰۱۸–۲۰۱۹              | الاهلی                 | لیگ قطر                | ۲۱   | ۴   | ۰        | ۰        | –      | –      | ۲۱     | ۴      |
| مجموع الاهلی           | مجموع الاهلی           | مجموع الاهلی           | ۲۱   | ۴   | ۰        | ۰        | –      | –      | ۲۱     | ۴      |
| ۲۰۱۹–۲۰۲۰              | اوپن                   | لیگ بلژیک              | ۱۸   | ۰   | ۱        | ۰        | –      | –      | ۱۹     | ۰      |
| مجموع اوپن             | مجموع اوپن             | مجموع اوپن             | ۱۸   | ۰   | ۱        | ۰        | –      | –      | ۱۹     | ۰      |
| ۲۰۲۰–۲۰۲۱              | الاهلی                 | لیگ قطر                | ۲۲   | ۲   | ۱        | ۰        | –      | –      | ۲۳     | ۲      |
| مجموع الاهلی           | مجموع الاهلی           | مجموع الاهلی           | ۲۲   | ۲   | ۱        | ۰        | –      | –      | ۲۳     | ۲      |
| ۲۰۲۱–۲۰۲۲              | الوکره                 | لیگ قطر                | ۱۷   | ۱   | ۱۱       | ۴        | –      | –      | ۲۸     | ۵      |
| ۲۰۲۲–۲۰۲۳              | الوکره                 | لیگ قطر                | ۱۳   | ۲   | ۰        | ۰        | –      | –      | ۱۳     | ۲      |
| مجموع الوکره           | مجموع الوکره           | مجموع الوکره           | ۳۰   | ۳   | ۱۱       | ۴        | –      | –      | ۴۱     | ۷      |
| ۲۰۲۳–۲۰۲۴              | الشمال                 | لیگ قطر                | ۲۱   | ۲   | ۳        | ۰        | ۰      | ۰      | ۲۴     | ۲      |
| ۲۰۲۴–۲۰۲۵              | الشمال                 | لیگ قطر                | ۲۱   | ۰   | ۴        | ۰        | ۰      | ۰      | ۲۵     | ۰      |
| مجموع الشمال           | مجموع الشمال           | مجموع الشمال           | ۴۲   | ۲   | ۷        | ۰        | ۰      | ۰      | ۴۹     | ۲      |
| مجموع آمار             | مجموع آمار             | مجموع آمار             | ۳۸۵  | ۶۳  | ۴۴       | ۸        | ۴۳     | ۳      | ۴۷۲    | ۷۴     |

## افتخارات
باشگاهی
- لیگ برتر
- قهرمانی در لیگ برتر فوتبال ایران ۹۰–۱۳۸۹ به همراه تیم سپاهان
- قهرمانی در لیگ برتر فوتبال ایران ۹۱–۱۳۹۰ به همراه تیم سپاهان
- نایب قهرمانی در لیگ برتر فوتبال ایران ۹۶–۱۳۹۵ به همراه تیم استقلال
- جام حذفی
- قهرمانی در جام حذفی ۹۲–۱۳۹۱ به همراه تیم سپاهان
- نایب قهرمانی در جام حذفی ۹۵–۱۳۹۴ به همراه تیم استقلال
- قهرمانی در جام حذفی ۹۷–۱۳۹۶ به همراه تیم استقلال

### فردی
- برترین هافبک فوتبال ایران ۹۴–۱۳۹۳ در تیم استقلال[۵]
- برترین هافبک فوتبال ایران ۹۵–۱۳۹۴ در تیم استقلال[۶]
- برترین هافبک فوتبال ایران ۹۶–۱۳۹۵ در تیم استقلال[۷]
- برترین هافبک فوتبال ایران ۹۷–۱۳۹۶ در تیم استقلال[۸]
- تیم منتخب سال ۱۳۹۴ در نوروز فوتبالی
- برترین هافبک دفاعی سال ۱۳۹۵ در نوروز فوتبالی
- برترین هافبک دفاعی سال ۱۳۹۶ در نوروز فوتبالی
- تیم منتخب سال ۱۳۹۶ در نوروز فوتبالی[۹]
- کفش طلا به عنوان بهترین بازیکن خط میانی ۱۳۹۶[۱۰]
- برترین بازیکن سال ۱۳۹۶ فوتبال ایران در برنامه ۹۰ [۱۱]
- تیم منتخب فصل ۱۵-۲۰۱۴ و ۱۶-۲۰۱۵ و ۱۷-۲۰۱۶ و ۱۸-۲۰۱۷ لیگ برتر خلیج فارس[۱۲]
- تیم منتخب جام ملت‌های آسیا ۲۰۱۹ به انتخاب AFC[۱۳]
- تیم منتخب لیگ ستارگان قطر در فصل ۲۰۲۰/۲۱[۱۴]

## آمار ملی

### بازی‌های ملی

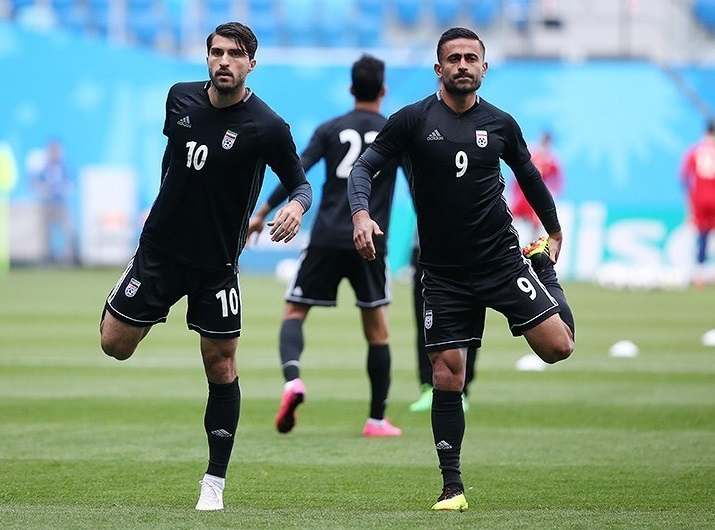
امید ابراهیمی در کنار کریم انصاری‌فرد در تمرینات تیم ملی

| ایران | ایران | ایران | ایران  |
| سال   | بازی  | گل    | پاس گل |
| ----- | ----- | ----- | ------ |
| ۲۰۱۲  | ۳     | ۰     | ۰      |
| ۲۰۱۳  | ۲     | ۰     | ۰      |
| ۲۰۱۴  | ۱     | ۰     | ۰      |
| ۲۰۱۵  | ۱۰    | ۰     | ۱      |
| ۲۰۱۶  | ۴     | ۰     | ۰      |
| ۲۰۱۷  | ۵     | ۰     | ۱      |
| ۲۰۱۸  | ۱۴    | ۰     | ۰      |
| ۲۰۱۹  | ۱۲    | ۰     | ۰      |
| ۲۰۲۱  | ۱     | ۰     | ۰      |
| ۲۰۲۲  | ۳     | ۰     | ۰      |
| ۲۰۲۳  | ۱     | ۰     | ۰      |
| ۲۰۲۴  | ۸     | ۱     | ۰      |
| مجموع | ۶۴    | ۱     | ۲      |

### گل‌های ملی
| شماره | تاریخ         | میزبان | بازی ملی | حریف        | نتیجه | رقابت   |
| ----- | ------------- | ------ | -------- | ----------- | ----- | ------- |
| ۱     | ۵ ژانویه ۲۰۲۴ | کیش    | ۵۷       | بورکینافاسو | ۲–۱   | دوستانه |

## عملکرد ملی
او در تاریخ ۱۹ آذر ۱۳۹۱ اولین بازی ملی‌ خود را تحت نظر کارلوس کی‌روش در بازی برابر عربستان سعودی در مسابقات فوتبال غرب آسیا ۲۰۱۲ انجام داد. او در تاریخ ۹ دی ۱۳۹۳ توسط کارلوس کی‌روش به ترکیب ایران در جام ملت‌های آسیا ۲۰۱۵ فراخوانده شد و در بازی با سیرالئون برای اولین بار بازوبند کاپیتانی را به بازو بست. امید ابراهیمی در جام جهانی فوتبال ۲۰۱۸ روسیه نیز در سه بازی مرحله گروهی بازی کرد و در بازی اول جام جهانی جزو تیم منتخب هفته جام جهانی قرار گرفت.
وی ۱۹ آبان ۱۴۰۱ در بازی دوستانه برای آمادگی در جام جهانی برابر نیکاراگوئه در دقیقه ۶۸ دچار مصدومیت و تعویض شد، ابراهیمی با این مصدومیت از لیست ۲۵ نفره تیم ملی ایران برای جام جهانی فوتبال ۲۰۲۲ جا ماند.

### جام ملت‌های آسیا ۲۰۲۳
امید ابراهیمی در دو بازی دوستانه برای انتخاب بازیکنان دعوت شده به جام ملت‌های آسیا ۲۰۲۳ در برابر بورکینافاسو و اندونزی به میدان رفت که وی توانست در دیدار با بورکینافاسو گل برتری ایران را به ثمر برسونه که این گل اولین گل امید ابراهیمی با پیراهن تیم ملی فوتبال ایران بود.
امید ابراهیمی در ۳۶ سالگی در لیست نهایی تیم ملی ایران برای جام ملت‌های آسیا ۲۰۲۳ با هدایت امیر قلعه‌نویی قرار گرفت. وی از پس حذف ایران در مرحله نیمه نهایی در جام ملت‌های آسیا ۲۰۲۳ از تیم ملی خداحافظی کرد.